# Raumismo
Il raumismo (in esperanto raŭmismo) è un movimento d'opinione sorto in seno al movimento esperantista che prende il via a partire dal Manifesto di Rauma, siglato a Rauma (Finlandia) nel 1980. Un successo dei raumisti è stata l'apertura di una sezione esperantista nel PEN International, che nel 1993 ha riconosciuto il valore letterario della lingua internazionale.
Contrapponendosi ai finvenkisti, ovvero gli esperantisti "tradizionali" - fautori della "vittoria finale" dell'Esperanto in campo internazionale -, i raumisti sostengono che la lingua internazionale è per sé stessa un valore, indipendentemente dalla sua funzione di semplice strumento ausiliario di comunicazione ed è l'elemento culturale ed identificativo  di una nuova comunità transnazionale, quella esperantista, definita come una sorta di minoranza linguistica diasporica, a cui si aderisce per libera scelta.
In altre parole, mentre la dottrina finvenkista considera l'Esperanto come una risposta al bisogno dell'umanità di comunicare – principio riproposto nel manifesto di Praga -, quella raumista vede la lingua internazionale come una soluzione diretta alle singole persone: l'Esperanto in sé stesso non può incidere nella storia ma ha un ruolo nella vita dei singoli individui. La dottrina raumista, pur dimostrando una maggior pragmaticità rispetto a quella finvenkista, avrebbe due punti deboli: se da una parte afferma il diritto della comunità di esistere parallelamente al movimento è anche vero che, se si tenta di organizzare la comunità attraverso nuove associazioni oppure attraverso patti civili, si crea un nuovo soggetto, parallelo al movimento già esistente. In secondo luogo, il concetto di "diaspora" può implicare l'idea di isolamento, di un'identità fondata su una contrapposizione con il mondo esterno: queste caratteristiche sono ancora più accentuate nell'interpretazione che Giorgio Silfer ha sviluppato del raumismo (Jorge Camacho parla per questo di foirismo) secondo la quale l'esperanto non è soltanto un mezzo di comunicazione, ma anche un mezzo di espressione artistica e di identità per un "esperanta popolo". In tal senso il raumismo tronca con il neutralismo tradizionale ed è perciò una posizione condivisa solo da una minoranza, tuttavia in lenta e costante crescita.
Fortemente legata al raumismo è la fondazione della Esperanta Civito (di solito tradotta in italiano tramite l'espressione latina Civitas Esperantica).